# Файлд
Файлд (англ. Fylde) — район (англ. non-metropolitan district) в церемониальном неметрополитенском графстве Ланкашир, административный центр — город Литам-Сент-Аннес (англ.).
Район расположен в западной части графства Ланкашир, на юго-западе выходит на побережье Ирландского моря в устье реки Риббл.

## Состав
В состав район входят 15 общин (англ. Parish):
1. Брайнинг-уит-Уортон
2. Элсуик
3. Фреклтон
4. Гринхал-уит-Тистлетон
5. Керкем
6. Литл-Эклстон-уит-Ларбрек
7. Медлар-уит-Уэсем
8. Ньютон-уит-Клифтон
9. Рибби-уит-Ри
10. Сент-Анс
11. Синглтон
12. Стейнинг
13. Трилс
14. Уитон-уит-Прис
15. Уэстби-уит-Пламптонс